# Victor Willems
Victor Marie Joseph Willems (Brüsszel, 1877. április 16. – ?, 1920) olimpiai bajnok belga vívó.

## Sportpályafutása
Tőr- és párbajtőrvívásban is versenyzett, de nemzetközi szintű eredményeit párbajtőrben érte el.